# 냉해
냉해(冷害)는 예년보다 기온이 낮은 날이 계속되는 자연 재해이다. 열대 또는 난대 식물이 0°C 이상의 저온에 의하여 받는 피해로서 0°C 이상의 세포동결에 의하여 나타나는 동해와 구별된다. 원인에 따라 자연형, 장애형, 혼합형 냉해로 분류한다.

## 원인
엘니뇨 등이 원인이 되는 기상이변, 화산 분화에 의해 대기 중에 머무는 화산재가 증가 일조량 감소함으로써 발생한다.
화산 폭발로 인해 기온이 저하되는 예에는 다음과 같은 것이 있다.
- 라키 산의 분화 (1783년) - 라키 산을 참조
- 아사마 산의 분화 (1783년) - 아사마 산과 덴메이 대기근을 참조
- 피나투보 산의 폭발 (1991년)

1991년에 필리핀의 피나투보 화산 폭발과 같은 대규모 분화가 발생하면 온실 가스도 대량으로 방출되는데, 미세한 분진과 액체 미립자가 성층권까지 분산됨으로써 발생하는 태양광을 차단하는 효과가 더 크기 때문에 결과적으로 기온이 떨어지게 된다.
또한 한국이나 일본에서는 오호츠크해 고기압의 세력이 강한 경우 발생하며, 1980년대 한반도 전역에 냉하(冷夏)를 기록하였다. 당시 논벼를 비롯하여 각종 농작물이 큰 냉해를 입었고, 특히 300m 이상 되는 고랭지와 동해안 지방에서 피해가 컸었다. 1980년과 1993년에 나타난 저온현상은 지연형과 장해형 냉해를 동반하였고, 1988년 8월 중순에 태백준고랭지대에 나타난 냉해는 전형적인 장해형 냉해였다.
일본에서는 홋카이도에서 간토 지방에는 차가운 북동풍이 불어 특히 도호쿠 지방 태평양 연안에서 여름에도 불구하고 최고 기온이 20 °C 전후까지 밖에 오르지 않는 현상을 야기하고 냉해의 원인이 된다.

## 영향
바나나, 레몬 같은 저온 저장 과일이나 오이와 같은 야채에서 표면 상해가 일어나 2차적으로 병해충의 피해를 받는다. 벼에서는 영양 생장과 생식생장(화분발육, 수정)이 저해된다.
벼의 수를 결정하는 시기부터 꽃가루의 기초가 가능한 시기에 해당하는 여름철에 최저 기온이 18 °C 미만인 날이 며칠동안 계속되면 발생한다. 이 시기에 큰 타격을 받고 벼가 여물지 않는 냉해를 "장애형 냉해"라고 한다. 장애형 냉해는 생식 생장기의 냉온이나 일조 부족으로 말미암아 유수의 형성이나 생식세포의 감수분열 기능이 장해를 입는 경우를 말한다. 이 전형적인 예가 1993년의 대냉해로 기록적인 미국의 대흉작이 되었다.